# Domingos Rodrigues do Prado
Domingos Rodrigues do Prado foi um bandeirante paulista, um dos primeiros descobridores de ouro em Minas Gerais. Foi ele uma das mais características figuras do paulista antigo, altivo, insubmisso e desassombrado.
Nasceu em Taubaté, filho de outro Domingos Rodrigues do Prado, apelidado "o Longo", e Violante Cordeiro de Siqueira. Casou com Leonor Bueno da Silva, filha do segundo Anhangüera.
Na busca das minas em sertões do São Francisco, partiu em bandeira com José dos Campos Bicudo e seu irmão Bernardo, entre outros cabos, seguindo um roteiro (seriam as minas de ouro de Paracatu, reveladas em 1744?) conhecido pelo velho que os guiava, mas morreu, picado de cobra, nas margens do rio Cajeru. A terra, ali revolvida pelos tatus, brilhava com folhetas de ouro; provas de excelente resultado entre os córregos do Cajuru e Veríssimo. Espalha-se a bandeira. Os irmãos Bicudo encontraram rico aluvião à flor da terra, grossas folhetas de ouro, daí que batizam o local de Batatal; acharam-se depois aluviões importantes no Morro do Descoberto, ribeiros do Brumado, São João, Guarda, São Joanico, etc. e a zona encheu-se de Paulistas mineiros, denominando-se Pitangui, ou rio das crianças, porque índios do rio Pará, ali perto, fugiram desbaratados deixando crianças de colo na taba.
Neste arraial do Pitangui passou a dominar Domingos Rodrigues do Prado, em luta incessante com autoridades de Sabará a que se recusou submissão. Acabaria fugindo em 1719 para o sertão, reaparecendo nas descobertas de Goiás. Pitangui vai ser centro expedidor de outras bandeiras em busca de nascentes do São Francisco e de supostas minas, como as que chegaram às margens do rio Parnaiba e Dourados, descobrindo pintas nos rios Pará, Indaiá, Abaeté, e algumas outras dizimadas por índios ou por quilombos de negros. O governador D. Brás Baltazar da Silveira, porém, comunicará ao rei em 1717 que Pitangui fora descoberta por carijós que, às ocultas dos senhores, tiravam ouro do lugar chamado Batatal.
Pedro Taques de Almeida Paes Leme conta que, tendo feito assento em uma fazenda no sítulo além do rio Parnaíba (na estrada geral que ligava Goiás a São Paulo) um capitão de infantaria Português com a sua companhia de 50 soldados infantes do presídio da vila de Santos, sendo ele arrogante por natureza e oposto por inclinação aos filhos do Brasil, descomediu-se nas palavras de tratamento com Domingos Rodrigues do Prado sobre não ter este as farinhas prontas para o fornecimento do pão à infantaria, não admitindo o motivo que Prado lhe deu na ocasião de que não tinha as tais farinhas prontas, mas que elas seriam feitas com toda a presteza, já que não tinha sido avisado de nada. O tal capitão, tomado de um furor fanático, se alterou em vozes e destratou Domingos Rodrigues do Prado. Embora tenha inicialmente tolerado as primeiras injúrias, Domingos Rodrigues do Prado não suportou a arrogância do capitão, e a isso se seguiu uma troca de vozes alteradas. Então o filho de Domingos Rodrigues do Prado disparou uma arma de fogo e matou o capitão Português, o qual caiu morto em seguida. Neste sítio o capitão foi enterrado, com geral sentimento dos seus comandados, os quais confessaram publicamente que o tal capitão procurou o seu destino. Os soldados foram então prontamente atendidos por Domingos Rodrigues do Prado. "A verdade é que seus soldados reconheceram o despotismo do seu capitão para a fatalidade da sua morte, que não foi pensada do agressor dela; e quando contra os merecimentos da razão quisesse tomar despique o dito sargento, já não tinha partido algum contra as forças de Domingos Rodrigues do Prado, que, percebendo o mais mínimo movimento, certamente seria aquela fazenda não Tróia abrasada, mas abrasadora; porque dos 50 soldados não escaparia um só ao ferro de Domingos Rodrigues; e sobretudo nem a companhia vinha fornecida de pólvora e bala para em corpo de batalha cercar a fazenda".
Domingos Rodrigues do Prado faleceu em 1738.